# Бронув (Свентокшиське воєводство)
Бронув (пол. Bronów) — село в Польщі, у гміні Дзялошиці Піньчовського повіту Свентокшиського воєводства.
Населення — 84 особи (2011).
У 1975-1998 роках село належало до Келецького воєводства.

## Демографія
Демографічна структура на день 31 березня 2011 року:
|          | Загалом | Допрацездатний вік | Працездатний вік | Постпрацездатний вік |
| -------- | ------- | ------------------ | ---------------- | -------------------- |
| Чоловіки | 42      | 7                  | 30               | 5                    |
| Жінки    | 42      | 11                 | 21               | 10                   |
| Разом    | 84      | 18                 | 51               | 15                   |